# Jean Nichol
 (mai 2010).
Si vous disposez d'ouvrages ou d'articles de référence ou si vous connaissez des sites web de qualité traitant du thème abordé ici, merci de compléter l'article en donnant les références utiles à sa vérifiabilité et en les liant à la section « Notes et références ».
Pour les articles homonymes, voir Nichol.
Jean Nichol, nom de scène de Louis Simoneau, né à Windsor près de Sherbrooke le 8 décembre 1944 et mort le 11 mai 2020, est un chanteur, parolier et interprète canadien québécois.

## Biographie
C'est avec le groupe Les Commanders qu'il se produira dans les salles de danse de 1962 à 1966. Par la suite, il chantera en solo dans les pianos-bars sous le nom de Maxime. C'est en 1968 qu'il sera découvert par Guy Cloutier qui deviendra son gérant et qu'il adoptera le nom de Jean Nichol. L'année suivante, il connaîtra son premier grand succès avec la chanson Oh Lady Mary et participera à la tournée Musicorama. Il enregistrera surtout des versions de chansons anglophones inspirées du style de Tom Jones, l'un de ses artistes préférés, et sera pendant les années suivantes, un habitué des palmarès[réf. nécessaire] avec les titres Lei, lei, lei, Sans toi, Toi qui n'as pas compris pourquoi, Un soir sans toi, Premier Amour, L'amour n'est qu'une chanson, Angélique, et Disons-nous adieu. L'artiste de cabarets qu'il est, fera finalement la Place des Arts de Montréal et le Grand théâtre de Québec en 1976. Sa carrière se poursuivra sur disques durant les années 1980 avec un peu moins de succès.

## Discographie
- Jean Nichol sur scène (1970, Nobel, NBL-1)
- Oh Lady Mary (1970, Nobel, NBL-5701, compilation)
- Sans toi (1971, Nobel, NBL-5704)
- Jean Nichol (1971, Trans-World, TWF-9535, compilation)
- Pour vous (1973, Trans-World, TWF-6503)
- Angélique (1974, Trans-World, TWK-6508)
- Cette femme (1976, Trans-World, TWK-6527)
- Disons-nous adieu (1978, Disques Total, DT-22007, compilation)
- 16 grands succès (1998, Mérites, 22-7715, compilation)
- 24 chansons d'amour (1999, Mérites, 22-1110, compilation)